# Риос, Эусебио
Эусебио Риос Фернандес (Португалете, 30 марта 1935 – 	10 мая 2008), — бывший испанский футболист и футбольный тренер.

## Биографи

### Карьера игрока
Риос начал свою карьеру в Стране Басков. В 1958 году он переехал в Андалусию после подписания контракта с «Бетисом», где провел десять сезонов (девять из которых в Первом дивизионе), завершив карьеру в 1968 году в возрасте 33 лет. Его дебют в Высшем дивизионе состоялся 21 сентября 1958 года в матче против «Севильи» (4:2), который стал первым официальным матчем на стадионе «Рамон Санчес Писхуан».
15 ноября 1964 года Риос дебютировал за сборную Испании, выйдя на поле во втором тайме товарищеского матча с Португалией (1:2).

### Карьера тренера
Он начал тренерскую карьеру в 1970 году, вскоре после завершения игровой. После двух лет в «Реал Хаэне», выступающем в Терсере, и трех сезонов в «Баракальдо», играющем во Втором дивизионе, он подписал контракт с «Рекреативо », впервые выведя команду в Первый дивизион. Однако уже в следующем сезоне команда вылетела.
В последующие годы Риос помог еще двум клубам выйти в Высший дивизион — «Реал Вальядолид» и «Реал Мурсия», с последней он провел три сезона. После полутора сезона в «Депортиво Ла-Корунья» во Втором дивизионе он был приглашен в «Реал Бетис», но был уволен 30 ноября 1988 года после выездного поражения со счетом 6:2 от «Атлетико», а команда завершила сезон вылетом. Позже он работал в клубе в качестве спортивного директора.
Последним местом работы Риоса стала «Райо Вальекано», где он провел два сезона. В сезоне 1991/92 он был одним из двух тренеров команды — вместе с молодым Хосе Антонио Камачо — когда команда из пригородов Мадрида вернулась в Высший дивизион. Он также входил в тренерский штаб «Атлетика» в двух сезонах (1997–98 и 2001–02).

## Личная жизнь
Сын Риоса, Роберто, также стал футболистом и защитником. Он провел всю свою карьеру в «Бетисе» и «Атлетике», а также представлял национальную сборную.
Риос скончался в своем родном городе Португалете 10 мая 2008 года в возрасте 73 лет.

## Достижение
Реал Мурсия
- Второй дивизион: 1982–83